# O Canto da Saudade
Pour plus de détails, voir Fiche technique et Distribution.
O Canto da Saudade est un film brésilien réalisé par Humberto Mauro, sorti en 1952.

## Synopsis
Dédié à Volta Grande (Minas Gerais), la ville natale du réalisateur, le film débute dans une école rurale où une maîtresse raconte à ses élèves ce récit : la fille du "colonel" Januário, propriétaire d'une vaste fazenda, vit une idylle avec un jeune homme. Pendant que le "colonel" prépare son élection à la mairie, les deux amants disparaissent. L'accordéoniste de la région, également amoureux de la jeune femme, finit par les retrouver. Januário marie les deux fiancés. Durant la cérémonie, l'accordéoniste, soupirant infortuné, s'éclipse.  Selon la légende, on peut l'entendre, de temps en temps, jouer une mélodie nostalgique à travers les champs de canne à sucre...

## Fiche technique
- Titre du film : O Canto da Saudade
- Réalisation, scénario et production : Humberto Mauro
- Assistant réalisateur : Mateus Colaço
- Photographie : José Mauro de Almeida
- Montage : Luis Mauro
- Musique : Heitor Villa-Lobos, Ernesto Nazaré, Antônio Carlos Gomes, Mário Mascarenhas, Noel Rosa, Humberto Mauro
- Production : Estúdios Rancho Alegre
- Pays d'origine :  Brésil
- Langue originale : Portugais
- Format : Noir et blanc
- Durée : 100 minutes
- Sortie : 1952

## Distribution
- Cláudia Montenegro : Maria Fausta
- Mário Mascarenhas : Galdino
- Humberto Mauro : Januário
- Alfredo Souto de Almeida : João do Carmo
- Nicete Bruno : son propre rôle
- Zizinha Macedo : Garrincha
- Alcir Demata :  Vicente
- Francisco Mauro : Chico

## Autour du film
Réalisé avec des moyens limités, O Canto da Saudade est le long métrage sonore le plus personnel d'Humberto Mauro. Toutefois, une distribution commerciale plutôt aléatoire n'aura guère permis au cinéaste brésilien de se lancer dans de nouvelles productions. Bien des éléments d' O Canto da Saudade se retrouvent dans des courts métrages réalisés pour l'INCE (Institut national du cinéma éducatif), notamment dans la série Brasilianas, filmée en grande partie dans la région de Volta Grande, la patrie d'Humberto Mauro. 
Galdino, l'accordéoniste amoureux, est interprété par Mário Mascarenhas, le professeur d'accordéon le plus célèbre au Brésil, à l'époque où cet instrument bénéficiait d'une exceptionnelle faveur publique.